# 連霍高速道路
連霍高速道路（れんかくこうそくどうろ）は連雲港・コルガス高速道路（れんうんこう・コルガス・こうそくどうろ、簡体字: 连云港-霍尔果斯高速公路、略称連霍高速、中国国家高速道路路線番号G30）の意味で、中国大陸の東部、中部、西部を横断する高速道路。
江蘇省連雲港市から新疆ウイグル自治区コルガス（霍爾果斯、霍尔果斯）まで、全長は4395kmにおよび、6つの省をまたぐ。
連雲港からコルガスまでの全区間がアジアハイウェイ網の一部である。このうち、連雲港・西安間はAH34号線であり、西安・コルガス間はAH5号線である。

## 区間と経由する省市
- 江蘇省の区間：対向四車線。連雲港市（連雲区、海州区、東海）、徐州市（新沂、邳州、徐州）を経由、計238km。
- 安徽省の区間：対向四車線。宿州市蕭県を経由。皖蘇、皖豫、張荘寨、丁里、朱圩子の5ヶ所に料金所。
- 河南省の区間：商丘市（夏邑、睢陽区、寧陵、民権）、開封市（蘭考、開封、鄭州市（鄭州、鞏義）、洛陽市（偃師、洛陽、新安）、三門峡市（義馬、澠池、三門峡、陝州区、霊宝）を経由、計611km。この間、鄭州・洛陽の区間の高速道路の全長106.391キロメートルの区間は、2012年12月18日に対向8車線に拡幅。その他の区間も順次拡幅工事が進んでいる。
- 陝西省の区間：潼関・宝鶏の区間が対向8車線。渭南市（潼関、華陰、渭南市華州区、渭南）、西安市（臨潼区、西安）、咸陽市（咸陽、興平、武功、楊陵区）、宝鶏市（法門寺、眉県、蔡家坡、陳倉区、宝鶏）を経由し、計379km。
- 甘粛省の区間：天水市（天水、甘谷、武山）、定西市（隴西、定西）、蘭州市（楡中、蘭州、永登）、武威市（天祝、古浪、武威）、金昌市（永昌）、張掖市（山丹、張掖、臨沢、高台、酒泉市酒泉、嘉峪関市、酒泉市（玉門、瓜州）を経由。
- 新疆ウイグル自治区の区間：クムル市、トルファン市、ウルムチ市、昌吉回族自治州（昌吉、フトビ、マナス）、石河子、イリ・カザフ自治州沙湾、カラマイ市独山子区、イリ・カザフ自治州（クイトゥン、ウス）、ボルタラ・モンゴル自治州精河、イリ・カザフ自治州（霍城、霍爾果斯口岸）に至る。計1476km。

| 通過する省         | キロ程  | 起点地名         | 終点地名             | 備考                 |
| 江蘇省             | 236.800 | 連雲港           | 蕭県老山口（蘇皖界） |                      |
| 安徽省             | 6.039   | 老山口（皖蘇界） | 蕭県朱圩子           |                      |
| 安徽省             | 47.934  | 蕭県朱圩子       | 蕭県洪河集（皖豫界） |                      |
| 河南省             | 203.300 | 豫皖界           | 開封                 |                      |
| 河南省             | 82.000  | 開封             | 鄭州                 |                      |
| 河南省             | 119.500 | 鄭州             | 洛陽                 |                      |
| 河南省             | 135.600 | 洛陽             | 三門峡               |                      |
| 河南省             | 70.200  | 三門峡           | 豫陝界               |                      |
| 陝西省             | 78.000  | 西北村（陝豫界） | 渭南                 |                      |
| 陝西省             | 37.000  | 渭南             | 臨潼                 |                      |
| 陝西省             | 15.000  | 臨潼             | 西安方家村           |                      |
| 陝西省             | 34.000  | 西安方家村       | 西安帽耳劉           |                      |
| 陝西省             | 148.000 | 西安帽耳劉       | 宝鶏                 |                      |
| 陝西省             | 11.000  | 宝鶏過境一級公路 | 宝鶏過境一級公路     |                      |
| 陝西省             | 40.000  | 宝鶏             | 牛背（陝甘界）       |                      |
| 甘粛省             | 90.600  | 牛背（甘陝界）   | 天水（甘泉）         |                      |
| 甘粛省             | 36.760  | 天水（甘泉）     | 天水西十里鋪         |                      |
| 甘粛省             | 200.450 | 天水西十里鋪     | 定西                 |                      |
| 甘粛省             | 163.280 | 定西             | 永登（徐家磨）       |                      |
| 甘粛省             | 149.790 | 永登（徐家磨）   | 古浪                 |                      |
| 甘粛省             | 761.690 | 古浪             | 瓜州                 |                      |
| 甘粛省             | 154.120 | 瓜州             | 星星峡（甘新界）     |                      |
| 新疆ウイグル自治区 | 175.000 | 星星峡（新甘界） | クムル東             |                      |
| 新疆ウイグル自治区 | 48.000  | クムル東         | クムル西             |                      |
| 新疆ウイグル自治区 | 56.000  | クムル西         | 梯子泉               |                      |
| 新疆ウイグル自治区 | 113.000 | 梯子泉           | 紅山口               |                      |
| 新疆ウイグル自治区 | 94.000  | 紅山口           | ピチャン             |                      |
| 新疆ウイグル自治区 | 101.000 | ピチャン         | トルファン           | 吐和高速道路へ接続   |
| 新疆ウイグル自治区 | 192.000 | トルファン       | ウルムチ             |                      |
| 新疆ウイグル自治区 | 233.000 | ウルムチ         | クイトゥン           |                      |
| 新疆ウイグル自治区 | 304.000 | クイトゥン       | サリム湖             | 既存の一級国道を使用 |
| 新疆ウイグル自治区 | 56.000  | サリム湖         | 果子溝口             |                      |
| 新疆ウイグル自治区 | 51.000  | 果子溝口         | コルガス（口岸）     |                      |

## 重要工事
- 永登・古浪の区間の鳥鞘嶺トンネル群 - 鳥鞘嶺地区は冬季に積雪で常に渋滞していたが、現在はトンネルが開通したことで、峠の通過は、従来より40分程度短縮され、安全に通行できるようになった。[4]

## 事故
- 義昌大橋 - 連霍高速道路河南三門峽澠池区間の741キロ地点に所在。2013年2月1日に花火・爆竹を積載した車両が橋の上で爆発し、14人死亡、8人負傷。[5]